# Futbol'ny Klub Smarhon'
Il Futbol'ny Klub Smarhon' (in cirillico bielorusso: Футбольны Клуб Смаргонь, traslitterazione anglosassone: FC Smorgon) è una società calcistica bielorussa con sede nella città di Smarhon'. Milita nella Vyšėjšaja Liha, la massima divisione del campionato bielorusso.
Fondato nel 1987, disputa le partite interne nello Stadio Junast di Smarhon', impianto da 3 200 posti.

## Cronistoria del nome
- 1987: fondato come Stankostroitel Smarhon'
- 1993: Rinominato in Smarhon'

## Palmarès

### Altri piazzamenti
- Peršaja Liha:

Secondo posto: 2006, 2022
Terzo posto: 2003, 2004, 2005

## Organico

### Rosa 2021
| N. |                        | Ruolo | Calciatore           |
| -- | ---------------------- | ----- | -------------------- |
| 1  | Bielorussia (bandiera) | P     | Daniil Shapko        |
| 2  | Guinea (bandiera)      | C     | Yamoussa Camara      |
| 3  | Camerun (bandiera)     | D     | Christian Intsoen    |
| 5  | Bielorussia (bandiera) | C     | Dmitry Sibilev       |
| 7  | Bielorussia (bandiera) | C     | Dmitry Ignatenko     |
| 9  | Bielorussia (bandiera) | A     | Leonid Kovel         |
| 10 | Bielorussia (bandiera) | C     | Kirill Leonovich     |
| 11 | Bielorussia (bandiera) | C     | Yawhen Savastsyanaw  |
| 14 | Nigeria (bandiera)     | A     | Idris Nuradeen       |
| 16 | Bielorussia (bandiera) | P     | Dmitriy Lapko        |
| 17 | Bielorussia (bandiera) | C     | Vladislav Yatskevich |
| 18 | Bielorussia (bandiera) | C     | Matvey Dukso         |
| 19 | Bielorussia (bandiera) | C     | Bogdan Sadovskiy     |
| 20 | Bielorussia (bandiera) | D     | Aleksandr Frantsev   |

| N. |                           | Ruolo | Calciatore           |
| -- | ------------------------- | ----- | -------------------- |
| 21 | Bielorussia (bandiera)    | C     | Daniil Silinskiy     |
| 23 | Bielorussia (bandiera)    | D     | Nikita Dubitskiy     |
| 26 | Costa d'Avorio (bandiera) | D     | Benito Zadi Zokou    |
| 27 | Burkina Faso (bandiera)   | D     | Ben Aziz Dao         |
| 29 | Bielorussia (bandiera)    | D     | Maksim Pashkevich    |
| 30 | Bielorussia (bandiera)    | P     | Pavel Scherbachenya  |
| 31 | Bielorussia (bandiera)    | D     | Maksim Avgustinovich |
| 39 | Bielorussia (bandiera)    | D     | Vladislav Kaborda    |
| 44 | Bielorussia (bandiera)    | D     | Kiril Pavlyuchek     |
| 66 | Bielorussia (bandiera)    | C     | Andrey Shtygel       |
| 71 | Bielorussia (bandiera)    | C     | Roman Pasevich       |
| 77 | Bielorussia (bandiera)    | C     | Sergey Bondarenko    |
| 88 | Costa d'Avorio (bandiera) | C     | Yao Léonard Djaha    |
| 99 | Bielorussia (bandiera)    | C     | Artur Mardoyan       |